# Thomas Wohlfahrt (Sänger)
Thomas „Wolle“ Wohlfahrt (* 16. Oktober 1972 in Kempten (Allgäu)) ist ein deutscher Sänger und Musiker.

## Leben
Wohlfahrt stammt aus Dietmannsried. Sein Vater spielte selbst als Gitarrist in einer Band und so lernte er mit 11 Jahren Gitarre und hatte mit 16 seine erste Schulband. Er absolvierte eine Lehre als Großhandelskaufmann und arbeitete nach einer längeren Zeit bei der Bundeswehr als Versandleiter. Daneben verfolgte er weiter seine Musik und machte auch Aufnahmen mit seiner Band, fand aber kein Label.
Im Sommer 2003 entschloss er sich dann zur Teilnahme an der Sat.1-Castingshow Star Search. Dort erreichte er hinter Martin Kesici den zweiten Platz. Nach diesem Erfolg erhielt er einen zweijährigen Plattenvertrag beim Label Universal Records. Mit Through the Storm konnte er noch im Herbst einen eigenen Charterfolg feiern. Die zweite Single-Auskopplung All for Love schaffte es bis auf Platz 25. Das Debütalbum Amazing erschien 2003, ein zweites Album mit dem Titel Last Order, Please! erschien 2007.
Von 2007 bis 2014 war Thomas Wohlfahrt Mitglied von AllgäuPower. In dieser Formation nahm er 2009 noch einmal bei einer Casting-Show (Das Supertalent) teil und schaffte es ins Halbfinale. Seit 2015 ist er mit dem „Duo La Familia“ unterwegs. Seit 2016 tourt er zudem mit seinem Solo-Programm „Thomas Wohlfahrt-eine musikalische Reise durch mein Leben“ deutschlandweit.

## Diskografie

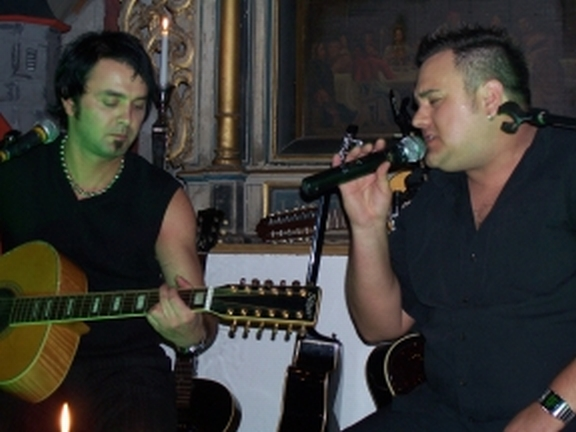
Fred Zahl und Thomas Wohlfahrt

### Alben
- 2003: Amazing
- 2007: Last Order, Please!
- 2008: Küss mit mir die Sterne (Allgäu Power)
- 2016: Mein Weihnachten
- 2017: Unser Weihnachten

### Singles
- 2003: Through the Storm
- 2003: All for Love (mit Michael Wurst, Martin Kesici und den Berliner Symphonikern)
- 2003: Do They Know It’s Christmas? (mit den TV Allstars)
- 2004: Set Me Free
- 2005: Flying to the Stars
- 2006: Here I Go Again – Summerfeeling 06
- 2007: Kangaroo

## Auszeichnungen
- 2004: Gold für über 100.000 verkaufte Alben TV Allstars
- 2004: Gold für über 150.000 verkaufte Singles TV Allstars